# Jolanta
Jolanta est un prénom polonais[réf. souhaitée].
C'est aussi le nom de guerre utilisé par Irena Sendler (1910-2008) en tant que résistante.
La fête est le 11 juin.